# ТБ-3
ТБ-3 (також відомий як АНТ-6) — радянський важкий бомбардувальник, що використався ВПС СРСР. ТБ-3 використовувався, як важкий бомбардувальник і транспортний літак більшу частину Другої світової війни. Також використовувався для переміщення легких танків. Всього побудовано 818 екземплярів.

## Історія створення
Розробка важкого чотимоторного бомбардувальника для РСЧА почалась в 1927 році під керівництвом А. М. Туполєва. Проєкт, який отримав індекс АНТ-6, використовував типові рішення для важких літаків того часу — товсте крило, гофрована обшивка і шасі, яке не складалось.
Перший прототип оснащувався двигунами Curtiss Conqueror і вперше піднявся в повітря 22 грудня 1930 року. В квітні на ньому встановили двигуни BMW VI, ліцензія на виробництво яких, під позначенням М-17, була куплена пізніше. Саме М-17 використовувались в перших серійних ТБ-3, виробництво яких почалось в 1932 році і тривало до 1938. Основним виробником був завод № 22 в Москві (762 літаки), ще невелика кількість виготовлялась на заводі № 39 (Москва, 50 літаків) і на № 18 (Вороніж, 6 літаків).

## Основні модифікації
- ТБ-3 М-17 — оснащувався двигунами М-17 (715 к.с.), М-17Б або М-17Ф (730 к.с.). Захисне озброєння складалось з восьми 7,62-мм кулеметів ДА — по два в носовій і двох верхніх турелях, і по одному в підкрильних установках. Стандартне бомбове навантаження — 2000 кг, максимальне — 5000. Екіпаж спочатку становив 12 осіб, пізніше був скорочений до 8. Приблизно половина всіх ТБ-3 була саме цієї модифікації.
- ТБ-3 М-34 — оснащувався двигунами М-34 потужністю 850 к.с. Виготовлявся невеликою серією.
- ТБ-3Р (або ТБ-3 М-34Р) — оснащувався двигунами М-34Р (редукторними) потужністю 830 к.с., які використовували менше палива. Передню верхню турель було знято, замість неї встановлена турель в хвості. Випускався з 1934 року. (173 екз.)
- ТБ-3РН (або ТБ-3 М-34РН) — оснащувався двигунами М-34РН (редукторні з нагнітачами) потужністю 970 к.с. Завдяки нагнітачам мав значно кращі висотні характеристики. Кулемети в носовій і верхній турелі замінені на один 7,62-мм кулемет ШКАС, також ще один такий кулемет поміщено в додану підфюзеляжну установку, підкрильні установки натомість зняті. Випускався в 1936 році.
- ТБ-3 М-34ФРН — оснащувався двигунами М-34ФРН або М-34ФРНВ. Випускався з 1936 року.

## Історія використання

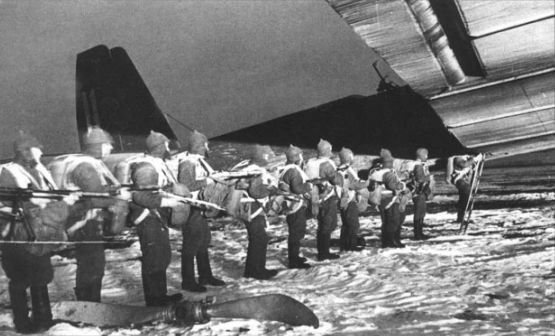
Посадка десанту на борт ТБ-3

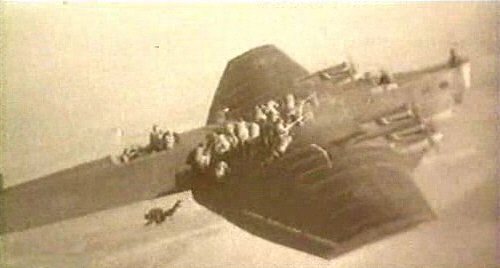
Десантування парашутистів з крила ТБ-3

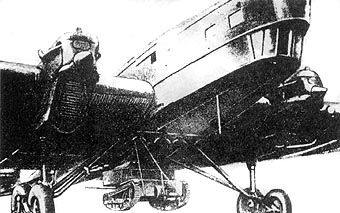
ТБ-3 з танком Т-27 на підв'язці

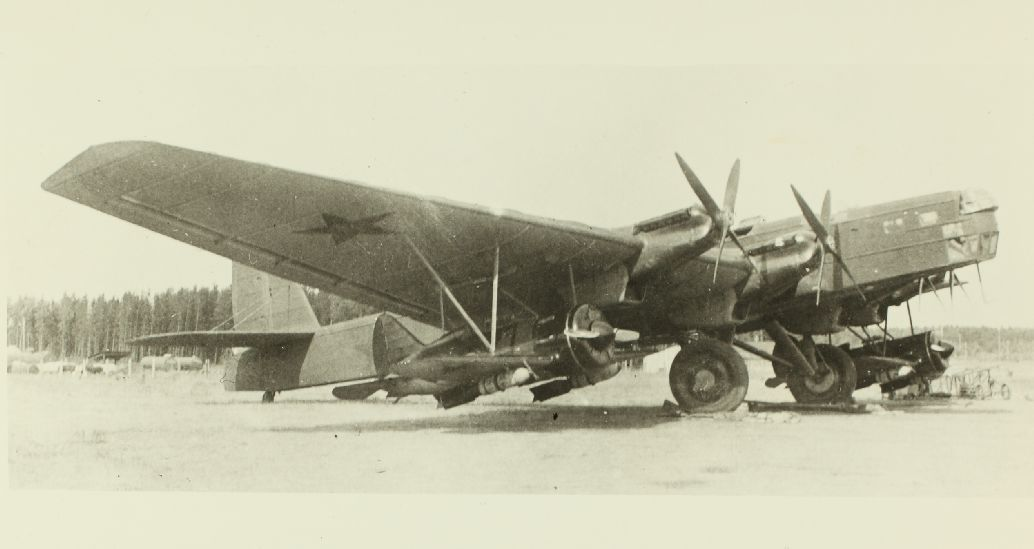
ТБ-3 з двома І-16. («Ланка-СПБ»)

До середини 30-х років в ВПС СРСР було створено 3 армії особливого призначення з ТБ-3 на озброєнні. Окрім бомбардувальних завдань, ТБ-3 залучались до бойової підготовки повітряно-десантних військ. Загалом станом на 1 січня 1938 року в строю було 626 справних ТБ-3.
Бойовим хрещенням для стали бої на озері Хасан коли група з 41 ТБ-3РН 6 серпня бомбила японські позиції біля сопки Заозерної. Радянська авіація мала перевагу в повітрі, що дозволило виконати такий масований наліт без втрат. До боїв на Халхин-Голі було залучено 23 ТБ-3, які здебільшого використовувались як транспортні, але з 19 серпня почали здійснювати нічні нальоти на японські позиції.
В радянсько-фінській війні брав участь 7-ий ВБАП, а також декілька ескадрилей з інших частин з ТБ-3. Спочатку вони діяли вдень на ділянках фронту з слабким ППО, але з січня 1940 перейшли здебільшого на нічні нальоти. 10 березня взагалі вийшов указ на денні бомбардування. В останні дні війни ТБ-3 залучались до бомбардувань укріплень лінії Маннергейма, але більшість з 7043 вильотів ТБ-3 в війні були транспортними. Загалом було втрачено 13 ТБ-3, з них 5 — бойові втрати.
1 лютого 1940 року на озброєнні все ще залишалось 509 ТБ-3 (409 боєготових), і їхня застарілість була очевидною, але через проблеми в надходженні нових бомбардувальників ДБ-240 і ДБ-3Ф вони продовжували використовуватись. Також ремонтувались зламані машини і перед 22 червня 1941 року в ВПС було 516 ТБ-3 розподілених в 6 полків, ще 25 літаків мала морська авіація.
В західних округах 22 червня перебувало 51 ТБ-3. Перші вильоти в німецько-радянській війні були здійснені в ніч на 23 червня, коли ТБ-3 з 3-го ВБАП завдали ударів по німецьких військах. Наступної ночі були бомбардування аеродромів, схожі нічні операції продовжувались декілька тижнів. Проте з погіршенням ситуації Червона армія була змушена використовувати ТБ-3 також вдень. Для поповнення втрат ТБ-3 відкликались з тилу і льотних шкіл, і в кінці літа 1941 року навіть вдалось сформувати новий 325-ий полк ТБ-3. Загалом ТБ-3 грали важливу роль на перших стадіях війни, зокрема у вересні 1941 року в складі Західного фронту, що захищав підступи до Москви, було 25 ТБ-3, які складали 40 % всіх бомбардувальників.
Авіація Чорноморського флоту використовувала ТБ-3 за системою «Ланка-СПБ» (рос. «Звено-СПБ» - Составной Пикирующий Бомбардировщик), коли до літака носія ТБ-3РН підвішувались два винищувачі І-16 з бомбами. Таким чином 1 серпня 1941 року два ТБ-3 випустили 4 І-16 поблизу Констанци. Винищувачам вдалось підпалити нафтосховища і повернутись на аеродром біля Одеси. В наступні дні було проведено ще декілька таких місій проти Констанци і мостів через Дунай. 18 вересня 1941 року літаки «Ланки» бомбили німецькі понтонні мости через Дніпро поблизу Каховки, потім завдавали ударів по колонах противника.
В 1942 році ТБ-3 здебільшого виконували транспортні місії, але деколи залучались і до бомбардувань. В липні вони брали участь в нальоті на залізничний вузол в Брянську, де була скинута 2000 кг бомба — найбільша бомба, яка використовувалась на ТБ-3. В битві за Сталінград ТБ-3 бомбардували переправи через Дон, але до кінця 1943 року ТБ-3 вже повністю переключились на транспортні задачі. Не зважаючи на застарілість, 10 травня 1945 року, в строю ще було 39 ТБ-3, які були врешті-решт зняті з озброєння на початку 1946 року.
В жовтні 1937 року 6 ТБ-3РН були передані в Китай, де вони використовувались виключно, як транспортні.

## Тактико-технічні характеристики

|                                  |                                  | ТБ-3 М-17     | ТБ-3Р         | ТБ-3РН        |
| -------------------------------- | -------------------------------- | ------------- | ------------- | ------------- |
| Довжина                          | Довжина                          | 24,4 м        | 24,4 м        | 25,1 м        |
| Висота                           | Висота                           | 8,5 м         | 8,5 м         | 8,5 м         |
| Розмах крил                      | Розмах крил                      | 39,5 м        | 39,5 м        | 41,8 м        |
| Площа крил                       | Площа крил                       | 230 м²        | 230 м²        | 234,5 м²      |
| Маса                             | пустого                          | 10 967 кг     | 13 230 кг     | 12 585 кг     |
| Маса                             | спорядженого                     | 17 200 кг     | 18 600 кг     | 18 877 кг     |
| Двигуни                          | Двигуни                          | 4 × М-17Ф     | 4 × М-34Р     | 4 × М-34РН    |
| Потужність                       | Потужність                       | 4 × 730 к. с. | 4 × 830 к. с. | 4 × 970 к. с. |
| Максимальна швидкість            | Максимальна швидкість            | 197 км/год    | 229 км/год    | 288 км/год    |
| Дальність польоту з 2000 кг бомб | Дальність польоту з 2000 кг бомб | 1350 км       | 1000 км       | 960 км        |
| Практична стеля                  | Практична стеля                  | 4800 м        | 4500 м        | 7740 м        |